# Casalnuovo di Napoli
Casalnuovo di Napoli là một đô thị ở tỉnh Napoli ở vùng Campania, cách khoảng 13 km về phía đông bắc của Napoli. Tại thời điểm ngày 31 tháng 12 năm 2004, đô thị này có dân số 50.144 người và diện tích là 7,8 km².
Đô thị Casalnuovo di Napoli bao gồm frazioni (đơn vị cấp dưới, chủ yếu là thôn làng) Casarea, Tavernanova, and Licignano.
Casalnuovo di Napoli giáp các đô thị: Acerra, Afragola, Casoria, Pollena Trocchia, Pomigliano d'Arco, Sant'Anastasia, Volla.